# Cercetes
Els cercetes (en llatí: Cercetae, en grec antic Κερκεται o Κερκέτιοι) eren un poble de Sarmàcia, a l'Àsia, al nord-est de l'Euxí o mar Negra, entre el Bòsfor Cimmeri i la frontera de la Còlquida. No es coneixen amb precisió els seus límits, ja que la costa on vivien era plena de pobles diversos, segons diuen Hel·lànic de Mitilene, Claudi Ptolemeu i Esteve de Bizanci, a més d'Estrabó.
El seu nom s'ha conservat en el del poble circassià. Plini el Vell els situa més enllà del regne de les amazones i dels hiperboris, juntament amb els cimmeris, els muskhi i altres tribus.